# Sebaïne
Sebaïne (em árabe: سبعين) é uma comuna localizada na província de Tiaret, Argélia. Sua população estimada em 2008 era de 10 763 habitantes.